# ゲオルギー・ポルタフチェンコ
ゲオルギー・セルゲーエヴィチ・ポルタフチェンコ（ロシア語: Гео́ргий Серге́евич Полта́вченко、ラテン文字転写の例：Georgii Sergeevich Poltavchenko、1953年2月24日 -  ）は、ロシアの政治家。KGB出身のシロヴィキ。2000年からロシア連邦中央連邦管区大統領全権代表。2011年から2018年までサンクトペテルブルク市長を務めた。アゼルバイジャンの首都バクー出身。

## 経歴・概要
レニングラード航空大学を卒業する。大学卒業後は航空機協会に勤務しながら、レニングラード州でコムソモール活動に参加する。1979年ソ連国家保安委員会（KGB）のエージェントとなる。1980年から1990年にかけて、レニングラード市およびレニングラード州におけるKGB機関に勤務する。1990年から1993年までレニングラード（サンクトペテルブルクに改称）地区評議会代議員に選出される。1993年サンクトペテルブルク地区連邦税務警察次官に就任する。1998年レニングラード州議会選挙に立候補するが、落選した。1999年プーチンによってレニングラード州大統領代表に任命される。2000年連邦管区制度の導入によって新設された中央連邦管区大統領全権代表に任命される。ポルタフチェンコの全権代表任命は、モスクワ市長のユーリ・ルシコフへの牽制と言われた。事実、ポルタフチェンコは、典型的なシロヴィキであり、プーチン政権・体制に対する熱心な支持者として知られる。
2011年8月、前市長ワレンチナ・マトヴィエンコが上院議長就任を念頭に上院議員に転出し市長を辞任したことから、後任としてサンクトペテルブルク市長に就任した。2018年10月3日に退任。